# Hyman Minsky
Hyman Philip Minsky (23. září 1919 Chicago, Illinois – 24. říjen 1996 Rhinebeck, Dutchess County, New York) byl americký ekonom, profesor ekonomie na Washingtonově univerzitě v St. Louis. Jeho hlavním přínosem bylo bližší porozumění finančních krizí a vysvětlení jejich příčin. Přisuzoval je především přílišným spekulacím v křehké, nestabilní finanční sféře. Jeho teorie byly dlouhou dobu opomíjeny, slávu mu přinesla až finanční krize v letech 2007–2008, kdy se jeho teorie potvrdily. Bývá označován za postkeynesiánce.

## Životopis
Narodil se v roce 1919 v Chicagu do rodiny menševiků, imigrantů z Běloruska. Jeho matka, Dora Zakon, se angažovala v rodícím se odborovém hnutí. Otec, Sam Minsky, se angažoval v židovské sekci Socialistické strany v Chicagu.
Vyrůstal během Velké hospodářské krize, která výrazně ovlivnila jeho život. Přiměla ho vysvětlit proč se tak stalo a jak lze zamezit jejímu opětovnému vzniku. Zúčastnil se druhé světové války v Evropě. 

### Vzdělání
Absolvoval George Washington High School v New Yorku. Dále studoval na Chicagské univerzitě kde získal bakalářský titul (1941). Magisterský (1947) a doktorandský (1954) titul obdržel na Harvardově univerzitě. Studoval pod vedením Josepha Schumpetera a Wassilyho Leontiefa.

### Kariéra
Dráhu akademického pracovníka započal jako odborný asistent v roce 1949 na Brownově univerzitě (dříve Rhode Island College). Od 1957 do 1965 působil na Kalifornské univerzitě v Berkeley, kde nejvíce rozvinul své teorie. Poté působil na Washington University v St. Louis. Mimo to byl hostujícím profesorem například na univerzitě Carnegieho–Mellonových, Harvardově univerzitě a dalších.

### Ocenění
V roce 1996 byl oceněn asociací Association for Evolutionary Economics. Cenu obdržel jako projev uznání za jeho akademickou a výzkumnou kariéru.

## Finanční teorie
Minskyho ekonomické teorie zásadně ovlivnily způsob, jakým se v dnešní ekonomové nahlíží na ekonomiku a hospodářské cykly. Jeho nejvýznamnější práce byly publikovány mezi koncem šedesátých a začátkem sedmdesátých let, tedy v době, kdy byl Minsky profesorem na Kalifornské univerzitě, posléze na Washingtonské univerzitě v St. Louis. Nestabilitou finančních trhů se zabýval již britský ekonom John Maynard Keynes, Minsky byl ovšem prvním, kdo vysvětlil a popsal, jak se ona tržní nestabilita vyvíjí, a jak na ekonomiku působí.
Minsky tvrdil, že v každé prosperující liberální ekonomice je vždy přítomen zárodek vnitřní nestability, který nakonec pod vlivem vícero faktorů povede k další ekonomické krizi. Tento zárodek mají představovat spekulativní investiční bubliny, které se v každé ekonomice vyznačující se hospodářským růstem po nějaké době vyvinou. Minsky vycházel z empiricky vypozorovaného faktu, že v čase ekonomické konjunktury převáží finanční toky do domácností nad odchozími toky potřebnými ke splácení dlužních závazků. Ekonomické subjekty tak disponují volnými prostředky a dochází k nárůstu investičního optimismu. To následně vede ke spekulativní euforii, kdy si domácnosti půjčují více, než by v současné době dokázaly splatit, spoléhajíce se přitom na stálý ekonomický růst, který má zaručit příznivější úrokové míry a vyšší příjmy v budoucnosti. Ve chvíli, kdy peněžní toky domácností nedostačují k tomu, aby pokryly jejich splatné závazky, vznikne ohromná poptávka po krátkodobých půjčkách. Společnost jako celek se zadlužuje a v konečném důsledku vyústí přílišné spoléhání na hospodářský růst ve finanční krizi. Takzvaná bublina praskne, což má za následek chybějící likviditu na trhu a zastavení toku peněz (cash flow). Banky a věřitelé zpřísní podmínky poskytování úvěrů, a to i korporacím s vysokou bonitou, a nastává hospodářská deprese. Jeho myšlenku tedy lze zachytit zdánlivě paradoxní tezí „Stabilita je ve skutečnosti nestabilní“.
Pro tento postupný proces, kdy se doposud stabilní finanční systém stává nestabilním, a konečné vyústění tohoto procesu v ekonomickou krizi, se vžil termín „Minskyho moment“ (Minsky moment). Tento pojem je používaný zejména v souvislosti s finanční krizí z roku 2007. Tehdy se dlouhodobě trvající spekulace na americkém hypotečním trhu proměnily v krizi, která díky propojeným trhům nakonec postihla celosvětovou ekonomiku. Základní charakteristikou liberální ekonomiky je kolísání mezi stabilitou a nestabilitou (křehkostí), přičemž toto kolísání je vnitřním vzorcem procesu, jež vytváří hospodářský cyklus“, uvádí Minsky v roce 1974 v článku „Vytváření finanční nestability“ (The Modeling of Financial Instability).
Minskyho pohled na finanční strukturu státu byl neobyčejně komplexní. Minulost, budoucnost i současnost moderní ekonomie je podle něj všezahrnujícím obrazem skládajícím se nejen ze zděděného základního kapitálu, míry využití kapitálu a investičních programů, ale zároveň i ze zděděných závazků předchozích vlád a uzavřených smluv, které ztělesňují platby, jež budou muset být provedeny v budoucnosti. Toto souvisí s přesvědčením, že žádná ekonomická teorie není schopna poskytnout obecně platná řešení účinná bez výjimky pro všechna historická období. Na této tezi je postavena postkeynesovská teorie peněz a Minsky je proto v současné době často označován za postkeynesiánce.
Něco jako dlouhodobý ekonomický růst podle něj neexistuje, ekonomika začne vždy po nějaké době stagnovat a obrátí se do recese, představíme-li si amplitudu hospodářského růstu. Vláda může ovšem zmírnit dopady a do jisté míry regulovat průběh recese. Pokud dochází ke snižování HDP, růstu nezaměstnanosti a poklesu peněžních toků, je důležité, aby centrální banka intervenovala a opět pobídla trh pomocí nástrojů monetární politiky, např. snížením diskontní sazby, operacemi na volném trhu či snížením povinných rezerv. Samotná vláda může odvrátit hospodářskou krizi deficitním financováním ze státního rozpočtu. Třetí nápravný mechanismus jsou přísné finanční regulace.

### Realitní bublina
Minskyho moment bývá nejčastěji ilustrován na poměrně nedávných událostech na americkém realitním trhu, které měly za následek krach i samotných bank, mezi nimi i známé banky Lehman Brothers v roce 2008. V devadesátých letech začal ekonomický růst působit i ceny nemovitostí, což mělo za následek to, že stále více lidí žádalo o hypotéky s úrokovým splácením, jelikož spoléhali na ekonomický růst i v budoucnosti, a ve vlastnění nemovitosti viděli vhodnou investici. Finanční systém reagoval za zvýšenou poptávkou větším množství hypotečních nabídek na trhu. Většina nových klientů ale měla natolik nízké pravidelné příjmy, že nebyly schopné pokrýt jistinu a dokonce ani úroky. Banky navíc v průběhu devadesátých let začaly odprodávat hypotéky jiným bankám jakožto balíček aktiv, který měl v následujících letech produkovat jistý příjem. Tím se bankovní systém propojil, a když došlo v roce 2006 k ochlazení ekonomiky, finanční krize postupně postihla celý svět. V roce 2007 se dostala americká ekonomika do bodu, kdy se dlouhodobě trvající spekulace proměnily v krizi.

## Vybrané publikace
- (2013) Ending Poverty: Jobs, Not Welfare. Levy Economic Institute, New York. ISBN 978-1936192311
- (2008) [1. publikace 1975]. John Maynard Keynes. McGraw-Hill Professional, New York. ISBN 978-0-07-159301-4
- (2008) [1. publikace 1986]. Stabilizing an Unstable Economy. McGraw-Hill Professional, New York. ISBN 978-0-07-159299-4
- (1982) Can "It" Happen Again?. M.E. Sharpe, Armonk. ISBN 978-0-87332-213-3
- (1981–82) The breakdown of the 1960s policy synthesis. Telos Press, New York.